# Nigeria ai Giochi della XV Olimpiade
La Nigeria partecipò ai Giochi della XV Olimpiade, svoltisi ad Helsinki, dal 19 luglio al 3 agosto 1952,  
con una delegazione di 9 atleti impegnati nell'atletica leggera, senza aggiudicarsi medaglie.